# Лопатин, Алексей Васильевич
Алексе́й Васи́льевич Лопа́тин (2 [15] февраля 1915, село Дюково Шуйского уезда ныне Ивановской области — 2 июля 1941) — начальник 13-й пограничной заставы Владимир-Волынского отряда (с 1940), лейтенант. Герой Советского Союза (1957).

## Биография
В 1933 году окончил школу фабрично-заводского ученичества в городе Коврове. Работал на Ковровском экскаваторном заводе.
С октября 1937 года был призван в Красную армию и по собственной просьбе направлен в пограничное училище.
В 1940 году — окончил Саратовское военное пограничное училище НКВД и получил назначение в пограничный отряд у западной границы СССР.
В начале Великой Отечественной войны 1941—1945 личный состав 13 пограничной заставы 90-го Владимир-Волынского пограничного отряда под его командованием, оборонял государственную границу СССР.
На заставе было 57 бойцов и офицеров: начальник заставы лейтенант Алексей Лопатин, его заместитель лейтенант Григорий Погорелов, младший политрук Павел Гласов, старшина, 30 стрелков, 4 кавалериста, 6 пулемётчиков ручных пулемётов, два расчёта станковых пулемётов «Максим», повар, связист и два инструктора-собаковода. Кроме бойцов на заставе жили жёны и дети офицеров. Против них наступала 11-я танковая дивизия и пехотные подразделения гитлеровцев.
Тринадцатая застава располагалась в бывшей усадьбе польского магната неподалёку от села Скоморохи Сокальского района Львовской области. Здание представляло собой мощную, двухэтажную постройку с массивными стенами до метра толщиной и хорошими подвальными помещениями.
Первые пять дней заставу безуспешно атаковали стрелковые подразделения гитлеровцев. 27 июня была подтянута артиллерия и заставу начали обстреливать термитными снарядами, пытаясь огнём уничтожить оставшихся пограничников. Почти все наземные строения были разрушены. Артобстрелы сменялись атаками, ряды защитников редели.
Пограничники укрывались от артобстрелов в подвале казармы, и как только немцы переходили в атаку, встречали их огнём. Подходили к концу боеприпасы, продукты и вода. Было много раненых и убитых. Но пограничники продолжали держать оборону.
Ночью 29 июня Алексей Лопатин приказал вывести из подвала женщин, детей и тяжело раненных, их удалось доставить в село Скоморохи, где их приютила семья счетовода Петра Баштыка.
К 30 июня в живых осталось только 10 человек, но застава продолжала сражаться. Гитлеровцы уже заняли Львов, а у них в тылу советские бойцы продолжали неравный бой. Только 2 июля фашисты сделали подкоп и взорвали подвал с красноармейцами.
Пограничники 13-й заставы Владимир-Волынского погранотряда 11 дней героически сражались в полном окружении против многократно превосходящих сил противника. Они погибли смертью храбрых, но не сдались.
В 1944 году, когда советские войска освободили село Скоморохи, жена политрука Евдокия Гласова разыскала нового секретаря Сокальского райкома партии, с его помощью тела героев были найдены. Часть тел пограничников были найдены в подвале под руинами здания (очевидно, это были погибшие к моменту взрыва и раненые и не способные держать оружие). Тело начальника заставы лейтенанта Алексея Лопатина и ещё нескольких воинов были найдены в наскоро вырытой общей могиле. На этом основании можно сделать заключение, что последние защитники заставы вышли из подвала и погибли в своей последней атаке. Тела героев-пограничников были перезахоронены с воинскими почестями.
О некоторых деталях последних дней заставы 27 июля 1944 года рассказал очевидец событий — местный житель Иван Пеньковский.